# Station Góra Śląska Dworzec Mały
Station Góra Śląska Dworzec Mały is een spoorwegstation in de Poolse plaats Góra.